# Koehneola
Koehneola es un género monotípico de plantas fanerógamas perteneciente a la familia de las asteráceas. Su única especie Koehneola repens. Se encuentra en  Cuba.

## Taxonomía
Koehneola repens fue descrita por (Griseb. ex Urb.) Urb.   y publicado en Symbolae Antillanae seu Fundamenta Florae Indiae Occidentalis' 2: 464. 1901. 